# Through the Storm
Through the Storm —en español: A través de la tormenta— es el duodécimo álbum de estudio de la banda estadounidense de heavy metal Riot y fue lanzado al mercado por Metal Blade Records en América y Europa,  mientras que el sello Toshiba EMI Japan lo hizo en Japón;  ambas versiones fueron publicadas en 2002.

## Grabación y publicación
El disco fue grabado en el año 2002 en dos estudios diferentes: Millbrook Sound Studios y Tri-Star Sounds de Millbrook y Long Island, Nueva York, Estados Unidos.  En este álbum participó el baterista Bobby Rondinelli, quién tocó con Rainbow, Black Sabbath y Blue Öyster Cult.  La producción de Through the Storm corrió por parte de Mark Reale y Paul Orofino. Las discográficas Metal Blade y Toshiba EMI Japan lo lanzaron en los continentes americano y europeo y en el país de Japón respectivamente.

## Recepción y crítica
Como había sucedido con producciones anteriores, Through the Storm se posicionó en los listados del Oricon,  llegando hasta el lugar 87.º del Albums Chart en septiembre de 2002.
La reseña de Allmusic, realizada por Jason Anderson, menciona que la publicación de este disco se realizó después de 25 años de su primer producción discográfica: Rock City, y que «no sólo por haber transcurrido veinticinco años desde tal lanzamiento, se debe desestimar a Riot como a un añejado grupo de los años 80».  Ya en la crítica del disco, Anderson describe a este álbum como «anticuado e incómodamente dramático», aunque él mismo aclara que «Through the Storm tiene un poco de sentido, debido a la historia de la banda». Anderson sentenció con «Riot no es Iron Maiden y que Through the Storm no es exactamente trascendente, pero respetable».

## Lista de canciones
| Versión americana y europea |                                               |                                         |                                |          |  |
| N.º                         | Título                                        | Escritor(es)                            | Traducción al español          | Duración |  |
| 1.                          | «Turn the Tables»                             | Mike DiMeo / Mark Reale / Mike Flyntz   | «Gira las mesas»               | 5:21     |  |
| 2.                          | «Lost Inside This World»                      | DiMeo / Reale                           | «Perdido dentro de este mundo» | 4:43     |  |
| 3.                          | «Chains (Revolving)»                          | DiMeo / Reale                           | «Cadenas (Girando)»            | 4:42     |  |
| 4.                          | «Through the Storm»                           | DiMeo / Reale                           | «A través de la tormenta»      | 6:13     |  |
| 5.                          | «Let It Show»                                 | DiMeo / Reale                           | «Déjalo ver»                   | 4:37     |  |
| 6.                          | «Burn the Sun»                                | DiMeo / Reale / Pete Pérez              | «Quema el sol»                 | 4:26     |  |
| 7.                          | «To My Head»                                  | DiMeo / Reale                           | «Hacia mi cabeza»              | 5:58     |  |
| 8.                          | «Essential Enemies»                           | DiMeo / Reale / Flyntz                  | «Enemigos esenciales»          | 3:48     |  |
| 9.                          | «Only You Can Rock Me» (versión de UFO)       | Phil Mogg / Pete Way / Michael Schenker | «Sólo tú puedes rockearme»     | 3:56     |  |
| 10.                         | «Isle of Shadows»                             | Mark Reale                              | «Isla de sombras»              | 4:07     |  |
| 11.                         | «Here Comes the Sun» (versión de The Beatles) | George Harrison                         | «Aquí viene el sol»            | 3:21     |  |
| 51:16                       |                                               |                                         |                                |          |  |

| Versión japonesa |                                               |                        |                                |          |  |
| N.º              | Título                                        | Escritor(es)           | Traducción al español          | Duración |  |
| 1.               | «Turn the Tables»                             | DiMeo / Reale / Flyntz | «Gira las mesas»               | 5:21     |  |
| 2.               | «Lost Inside This World»                      | DiMeo / Reale          | «Perdido dentro de este mundo» | 4:43     |  |
| 3.               | «Chains (Revolving)»                          | DiMeo / Reale          | «Cadenas (Girando)»            | 4:42     |  |
| 4.               | «Through the Storm»                           | DiMeo / Reale          | «A través de la tormenta»      | 6:13     |  |
| 5.               | «Let It Show»                                 | DiMeo / Reale          | «Déjalo ver»                   | 4:37     |  |
| 6.               | «Burn the Sun»                                | DiMeo / Reale / Pérez  | «Quema el sol»                 | 4:26     |  |
| 7.               | «To My Head»                                  | DiMeo / Reale          | «Hacia mi cabeza»              | 5:58     |  |
| 8.               | «Essential Enemies»                           | DiMeo / Reale / Flyntz | «Enemigos esenciales»          | 3:48     |  |
| 9.               | «Somebody»                                    | DiMeo / Reale          | «Alguien»                      | 3:42     |  |
| 10.              | «Only You Can Rock Me» (versión de UFO)       | Mogg / Way / Schenker  | «Sólo tú puedes rockearme»     | 3:56     |  |
| 11.              | «Isle of Shadows»                             | Mark Reale             | «Isla de sombras»              | 4:07     |  |
| 12.              | «Here Comes the Sun» (versión de The Beatles) | George Harrison        | «Aquí viene el sol»            | 3:21     |  |
| 54:58            |                                               |                        |                                |          |  |

## Créditos

### Riot
- Mike DiMeo — voz principal y coros.
- Mark Reale — guitarra acústica, guitarra eléctrica, teclados y arreglo de cuerdas.
- Mike Flyntz — guitarra eléctrica.
- Pete Pérez — bajo.
- Bobby Rondinelli — batería.

### Músicos adicionales
- Tony Harnell — coros.
- Josh Pincus — teclados (en la canción «Only You Can Rock Me»).
- Yoko Kayumi — violín y teclados.

### Personal de producción
- Mark Reale — productor.
- Paul Orofino — productor, ingeniero de sonido, mezcla y masterización.
- Jeff Allen — productor ejecutivo.
- Jack Bart — productor ejecutivo.
- Chris Cubeta — ingeniero de sonido.
- Ronnie Jerzombek — ingeniero de sonido.
- Bruno Ravel — ingeniero de sonido.

## Posicionamiento
| Año  | País  | Lista               | Posición máxima |
| ---- | ----- | ------------------- | --------------- |
| 2002 | Japón | Oricon Albums Chart | 87.º            |